# Netrocerocora quadriplaga
Netrocerocora quadriplaga là một loài bướm đêm trong họ Noctuidae.